# Het boegbeeld (Amsterdam)
Het boegbeeld is een kunstwerk in Amsterdam-West van de kunstenares Leonie Mijnlieff. Het beeld is geplaatst in een zeeheldenbuurt en is zelf ook een verwijzing naar zeehelden.

## Achtergrond
Het beeld is op verzoek van de buurtbewoners geplaatst. Zij wilden een beeld dat refereerde aan de zeehelden, straten hier zijn vernoemd naar zeehelden.
Het boegbeeld linkt het oude houtsnijwerk dat in vroeger tijd aan de boeg van schepen hing. In tegenstelling tot die boegbeelden komt dit beeld niet van haar plaats af.

## Beschrijving
Het boegbeeld is aangebracht op de dragende zuil van het brugwachtershuisje van de Wiegbrug dat boven het water staat aan de zijde van de Admiraal de Ruijterweg (vernoemd naar zeeheld Michiel de Ruyter). Het 'hangt' op de hoogte van de overspanning, dus is nauwelijks zichtbaar voor (brom-)fietsers en automobilisten. Voor voetgangers aan de noordzijde van de brug is het niet te missen. Het beeld is te zien voor langsvarende schippers.
Voor de locatie van Het boegbeeld was keramiek volgens de kunstenares te breekbaar en is het beeld daarom in aluminium gegoten. De anatomie van het beeld is aangepast om het 'kloppend' te maken. Zo zijn onder meer de handen te groot. 
Omdat Het boegbeeld vanuit de zuil geprojecteerd is, vertoont het een overeenkomst met de beelden Handen van Willem Reijers en Straalcompositie van Henk Zweerus. 

## De kunstenaar
Mijnlieff studeerde aan de Koninklijke Academie voor Kunst en Vormgeving en specialiseerde in keramiek. Het boegbeeld is het enige beeld van haar in de open ruimte. 